# Kirschlori
Der Kirschlori (Trichoglossus rubiginosus) ist eine Art aus der Familie der Eigentlichen Papageien.

## Merkmale
Der Kirschlori ist circa 23 cm groß, wiegt 80 g und weist als einziger der Keilschwanzloris ein rötlich-kastanienbraunes Gefieder auf. Die Schwanzfedern sind olive-gelb. Die Füße sind dunkelgrau. Das Männchen hat einen orangefarbenen Schnabel und eine gelb-orange Iris, während das Weibchen einen gelben Schnabel und eine hellgraue Iris hat. Die Jungvögel haben braune Schnäbel und eine braune Iris.

## Verbreitung und Lebensraum
Der Kirschlori ist eine endemische Art von Pohnpei. Dort wird er Serehd (der sich vor dem Regen versteckt) genannt, weil er sich bei Regen unter die großen Blättern der Bäume flüchtet. Sein natürlicher Lebensraum sind tropisch feuchte Tieflandwälder und Plantagen. Er bevorzugt Kokospalmen, deren Nektar und Pollen ihm als Nahrung dienen.

## Lebensweise

### Verhalten
Üblicherweise hält sich der Kirschlori in kleinen Schwärmen von 3–7 Vögeln auf. Es sind furchtlose, neugierige und geschwätzige Papageien.

### Fortpflanzung
Der Kirschlori ist ein Höhlenbrüter und legt 1–2 Eier. Die Brutdauer beträgt circa 26 Tage. Nach dem Ausschlüpfen werden die Nestlinge von beiden Eltern versorgt.

### Ernährung
Der Kirschlori ernährt sich von Nektar und Pollen.

## Taxonomie
Der Kirschlori wurde erstmals von Charles Lucien Jules Laurent Bonaparte 1850 wissenschaftlich beschrieben, der ihn als Chalcopsitta rubiginosa bezeichnete und ihn den Glanzloris zuordnete. 1940 tauchte ein Balg im Museum Boerhaave in den Niederlanden auf und 1960 waren erstmals lebende Vögel im Kelling-Park von Norfolk in Großbritannien zu sehen.
Es existieren gemäß den großen taxonomischen Organisationen keine Unterarten.

## Bestand und Gefährdung
Der Kirschlori gilt auf der Roten Liste gefährdeter Arten als „potentiell gefährdet“ (Near Threatened) mit einem Gesamtbestand von 6'700 adulten Vögeln.

## Handel
Der Kirschlori ist der offizielle Staatsvogel von Pohnpei und darf weder getötet, gefangen noch exportiert werden. Die Kontrolle des Handels wird über CITES Anhang II geregelt. Die Ein- und Ausfuhr sowie die Wiederausfuhr erfordert eine Genehmigung oder Bescheinigung des jeweiligen Ausfuhrstaates.